# Maison Zonnebloem
La maison Zonnebloem, en néerlandais : Huize Zonnebloem (signifiant en français : la maison Tournesol), est une réalisation due à l'architecte Jules Hofman en 1900.
Cet immeuble est considéré comme une des plus belles œuvres de style Art nouveau à Anvers en Belgique (région flamande).

## Situation
Cette maison se situe au no 50 de Cogels Osylei, une artère résidentielle du quartier de Zurenborg (au sud-est d'Anvers) comptant de nombreuses autres réalisations de style Art nouveau.

## Description
Réalisée dans un style proche du Jugendstil allemand, cette maison est surtout remarquable par les volumes de vides et de pleins que l'architecte a conçus. Des ornements floraux stylisés courent le long des baies qui sont totalement différentes à chaque niveau des façades peintes en blanc.

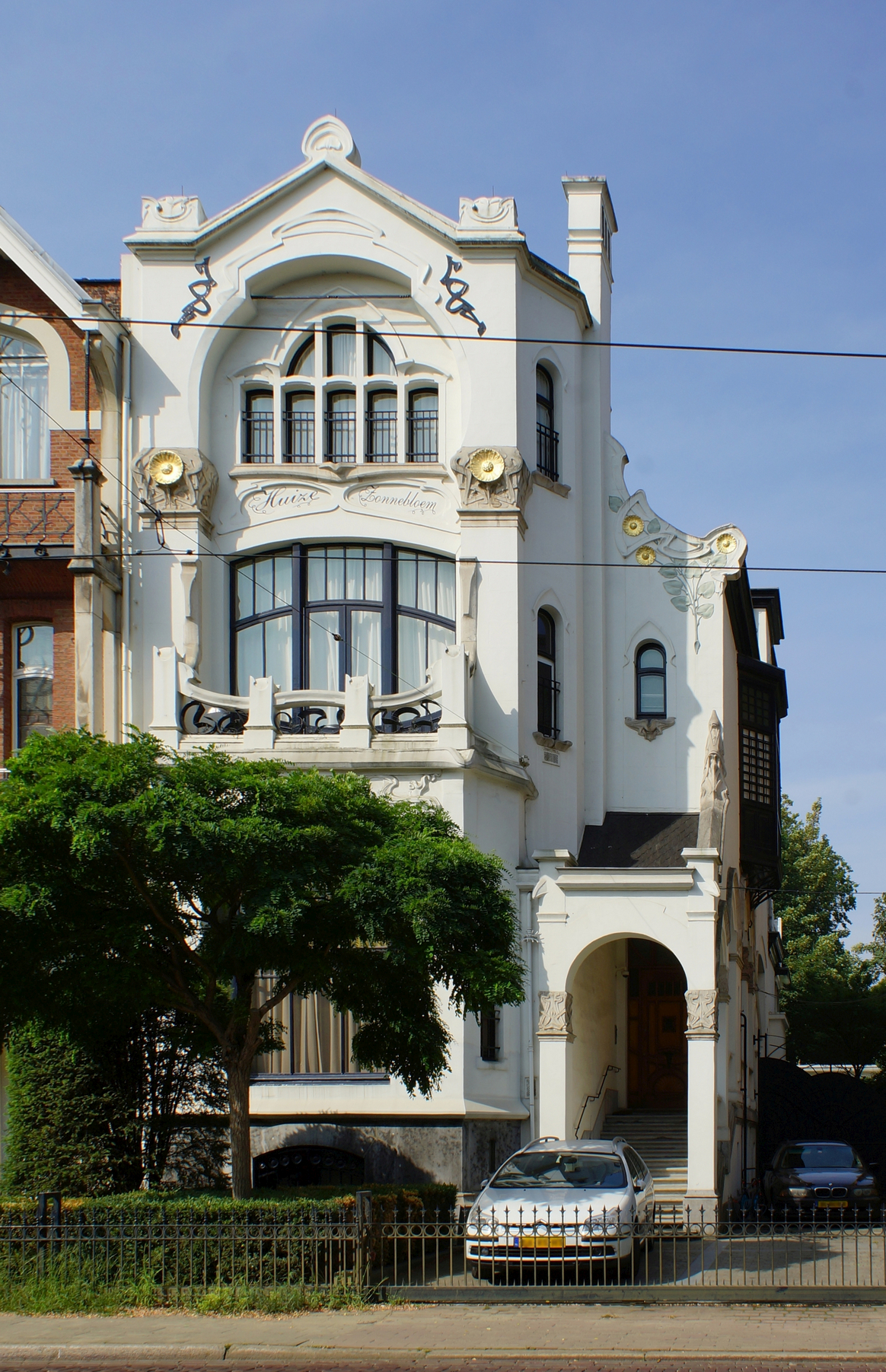

La façade de la maison Zonnebloem comporte une travée principale sur trois niveaux aux proportions et aux dessins différents ainsi qu'une travée secondaire décalée ne comprenant que deux niveaux.
Le rez-de-chaussée, plus volumineux que les niveaux supérieurs, est principalement composé d'une imposante baie en arc outrepassé. À droite, au coin du bâtiment,  sur la travée secondaire, l'entrée de la maison est matérialisée par une arcade qui surmonte une volée d'escaliers. 
Le premier étage se compose d'un triplet de baies avec petits bois et d'un balcon comprenant quatre pilastres en pierre reliés entre eux par un garde-fou aussi en pierre et tout en ondulation. Des ferronneries stylisées s'immiscent entre les pilastres. Entre le premier et le second étage, le nom de la maison (Huize Zonnebloem) figure en toutes lettres entre deux grandes fleurs de tournesol. À droite, sur la travée secondaire, trois autres plus petites fleurs de tournesol et leurs feuilles s'accrochent à la partie haute de cette façade.
Le second étage comporte un ensemble de cinq baies surmontées par un demi-cercle formé de trois petites baies. Un fronton surmonté par une sculpture tout en courbe et entouré par deux petits pilastres domine cette façade.
Au côté nord, la façade latérale ne comporte que deux niveaux. Mais, à l'arrière du bâtiment, un troisième niveau émerge et rééquilibre le volume de la construction. Plusieurs arcades ainsi qu'un oriel en bois foncé rythment cette façade.

## Source
- (nl) https://inventaris.onroerenderfgoed.be/erfgoedobjecten/11100